# Ян Янакиев
Ян Яна́киев (наст. имя Кристиан Жюль Янакиев-Болиев; 11 июня 1927, Париж, Франция — 24 марта 2021, Москва) — советский и российский актёр.

## Биография
Родился 11 июня 1927 года в Париже в семье болгарина и француженки; отец — врач, политэмигрант. Затем с родителями переехал в Италию, где отец работал в советском торгпредстве.
В 1925 году после неудачного покушения на царя семья эмигрировала из Болгарии во Францию, а в 1927 году попросила политического убежища в СССР. В 1934 году переехал в Москву. В Великую Отечественную войну отец служил военврачом, а в 1944 году был направлен в Болгарию, где занимал пост заместителя министра здравоохранения, а затем — посла НРБ в Польше.
В 1949 году окончил ВГИК (курс В. В. Ванина).
В 1949—1959 годах работал в Театре-студии киноактёра в Москве.
Снимался в кино с 1951 года в основном во второстепенных ролях. С 1959 по 1993 год — в штате киностудии имени М. Горького. Сыграл множество иностранцев, дипломатов и офицеров в фильмах 1950—1980-х годов. Также Янакиев много работал на дубляже иностранных фильмов.
Скончался 24 марта 2021 года в Москве. Тело актёра было кремировано, а урна с прахом захоронена на Пятницком кладбище, в одной могиле с его тестем, тёщей и свояченицами — Натальей Громовой и Ярославой Турылёвой (участок № 30).

## Личная жизнь
Был женат на актрисе Ольге Громовой. Дочь — Анастасия (родилась 2 мая 1966 года).

## Фильмография
1. 1951 — Прощай, Америка! — корреспондент
2. 1951 — Незабываемый 1919 год
3. 1951 — Спортивная честь
4. 1953 — Адмирал Ушаков — Сегюр, французский посол
5. 1953 — Таинственная находка — иностранный моряк
6. 1954 — Анна на шее — гусар
7. 1954 — Запасной игрок — Слава Адвокатов, защитник
8. 1955 — Княжна Мери — юнкер
9. 1955 — Попрыгунья — Кобылянский, друг Ольги Ивановны
10. 1955 — Тайна вечной ночи — радист на корабле
11. 1956 — Первые радости
12. 1957—1958 — Тихий Дон — Чернецов
13. 1958 — На дальних берегах — Анри Дюэз, партизан-француз
14. 1959 — Нормандия — Неман — Жавот
15. 1959 — Золотой эшелон — член иностранной делегации
16. 1961 — Мишка, Серёга и я — Алексей Иванович, папа Гарика
17. 1962 — Мой младший брат — Сергей, директор мебельного магазина, картёжник
18. 1963 — Мы вас любим — Клейтон
19. 1963 — Им покоряется небо — Семён Семёнович, конструктор
20. 1963 — Крыса на подносе (короткометражный) — гость
21. 1963 — При исполнении служебных обязанностей — штурман
22. 1964 — Лёгкая жизнь — лысый выпускник на вечере встречи
23. 1964 — Одиночество
24. 1964 — Они шли на Восток — майор
25. 1964 — Сказка о потерянном времени — Иван Гургенович, сосед Пети
26. 1965 — Заговор послов — французский журналист
27. 1965 — Люди остаются людьми — психолог
28. 1965 — Сколько лет, сколько зим! — Фриц
29. 1966 — Утоление жажды — Хорев
30. 1969 — Ватерлоо — Ларрей
31. 1970 — Опекун — Киреев, алкоголик
32. 1970 — Украденный поезд — консул
33. 1971 — Каменный гость — Гранд
34. 1972 — Вашингтонский корреспондент — Бен Торф
35. 1973 — Семнадцать мгновений весны — Дольман
36. 1975 — Ар-хи-ме-ды! — Константин Сергеевич, режиссёр телевидения
37. 1975 — Бегство мистера Мак-Кинли — журналист
38. 1975 — Эта тревожная зима — профессор
39. 1975 — Это мы не проходили — переводчик в кино
40. 1976 — Легенда о Тиле — граф Берлеймон
41. 1976 — Ты — мне, я — тебе — Сыроежкин
42. 1977 — Странная женщина — Иван Капитонович
43. 1977 — Счёт человеческий — Буренин
44. 1977 — Фронт за линией фронта — Вальтер
45. 1978 — 31 июня — Филл
46. 1978 — Дополнительные вопросы — педагог
47. 1979 — Старые долги — Вахрушев, участник совещания
48. 1980 — Быстрее собственной тени — Полосов, доцент, преподаватель Петра
49. 1980 — Дом на Лесной — Василий Кузьмич, криминалист
50. 1980 — Жиголо и Жиголетта (короткометражный) — зритель
51. 1980 — Карл Маркс. Молодые годы
52. 1980 — Кодовое название «Южный гром» — помощник Кампински
53. 1980 — Комедия давно минувших дней — Николай Михайлович
54. 1980 — Огарёва, 6 — Гавриил Федосеевич Попков
55. 1981 — Портфель (Ералаш № 28) — прохожий
56. 1982 — Берегите мужчин! — Николай Николаевич, теоретик
57. 1982 — Владивосток, год 1918
58. 1983 — Обман — преподаватель
59. 1983 — Подросток — Зерщиков, крупье
60. 1983 — Соучастники — посетитель в кабинете у Хлебникова
61. 1984 — Лев Толстой — Сергей Львович Толстой
62. 1984 — Семь стихий — французский учёный
63. 1984 — ТАСС уполномочен заявить… — посол по особым поручениям
64. 1985 — Тайная прогулка — немецкий интендант
65. 1985 — Начни сначала — Николай Иванович, звукорежиссёр
66. 1986 — Михайло Ломоносов — профессор Браун, приятель Ломоносова
67. 1986 — Наградить (посмертно) — кассир банка / бандит по кличке «Бриллиант», пособник банды Щербатого
68. 1986 — Эксперимент 200 (короткометражный) — профессор
69. 1987 — Джамайка — пассажир такси
70. 1987 — Дни и годы Николая Батыгина — эпизод
71. 1987 — Катенька — Семён Григорьевич Малов, нотариус, отец Кати и Даши
72. 1987 — Спасите наши души — журналист, знакомый Гусева
73. 1989 — Спецподготовка. Интервью американскому телевидению (Фитиль № 325) — американский корреспондент
74. 1989 — Визит дамы — редактор газеты
75. 1989 — Закон — Берия[2]
76. 1990 — Бес в ребро — Георгий Валентинович Капустин, начальник юридического отдела у Чагина
77. 1990 — Враг народа — Бухарин — Василий Васильевич Ульрих, председатель суда
78. 1990 — Десять лет без права переписки — Берия
79. 1990 — Посредник — чиновник
80. 1991 — Мой лучший друг генерал Василий, сын Иосифа — Берия
81. 1994 — Триста лет спустя — член правительства
82. 1995 — Под знаком Скорпиона — Пётр Крючков, секретарь Максима Горького

## Озвучивание мультфильмов
- 1982 — «Кто расскажет небылицу?» — старший брат
- 1997—1998 — «Незнайка на Луне» — официант (4, 8 и 9 серия)